# Бейн, Эдгар
Эдгар Коллинз Бейн (англ. Edgar Collins Bain; 14 сентября 1891, с. ЛяРу, округ Мэрион, штат Огайо — 27 ноября 1971, Эджворс, Пенсильвания) — выдающийся американский металлург, металловед, член Национальной академии наук.

## Ранние годы
Эдгар Коллинз Бейн родился 14 сентября 1891 вблизи Ла Рю, (округ Мэрион) как второй ребёнок Милтона Генри и Элис Энн Коллинз Бейн. Предки его отца эмигрировали в США в 1832 из города Данди в Шотландии. Отец был фермером, а также совместно с братьями владельцем универсального магазина в городке Мэрион. Мать преподавала в маленькой сельской школе математику.
С раннего детства Эдгар проявил заинтересованность к музыке и мастерской. Он так глубоко увлекся фотографией и микроскопией, что они сопровождали его в течение всей жизни не только как хобби, но и в научных металлографических исследованиях.

## Образование
Как и многие из его современников (например, выдающийся металловед И. Фещенко-Чоповский) Бейн пришёл к своей профессии — металлургии и металловедению — из химии. После обучения в школах Мариона он поступил в Университета штата Огайо (Ohio State University) в Колумбусе на факультет химической инженерии. По воспоминаниям Бейна, там в начале зимы 1910 года произошло событие, которое имело определяющее влияние на выбор профессии. На занятии по металлургии стали и чугуна профессор Лорд демонстрировал слайды структур, которые он только что получил из-за границы. На одном из них была изображена структура перлита эвтекоидной стали, полученная с помощью металлографического микроскопа, который работает в отражённом от поверхности микрошлифа свете. Это стало поразительным откровением для Бейна, поскольку он не был знаком с такой методикой микроскопического исследования непрозрачных объектов в отражённом свете и утвердило его в намерении работать в отрасли микроскопии металлов.
Получив в 1912 году степень бакалавра, Бейн сначала работал в Геологической службе США, а впоследствии — в Национальном бюро стандартов (National Bureau of Standards), где проводил рутинный химический анализ цемента для Панамского канала. В августе 1915 года декан факультета химической инженерии Университета штата Огайо др. Джеймс Р. Витроу предложил ему стипендию и обучение магистерском уровне, на что он с радостью согласился. Темой магистерской работы было определение плотности кристаллов, полученных из амальгам щелочных металлов в электролитическом аппарате. Одновременно с научной работой Бейн прослушал лекционный и лабораторный курсы по металлографии Эрла Смита, научился изготавливать металлографические образцы и исследовать их микроструктуру.
К весне 1916 года стало ясно, что ему не хватает кредитных часов для получения степени магистра, так что профессор Витроу обеспечил ему продолжение обучения на следующий учебный год. Несколько позже профессор Ковалке, заведующий кафедрой химической технологии в Университете Висконсина, попросил Витроу порекомендовать молодого специалиста, который смог бы ассистировать ему на должности инструктора при преподавании металлургии и пирометрии. Витроу рекомендовал Бейна, который, однако, сомневался, хватит ли ему знаний. Тогда профессор посоветовал ему прослушать интенсивные летние курсы по этим дисциплинам в Колумбийском университете.
После завершения летних курсов под руководством профессора Уильяма Кэмпбелла Бейн уверенно начал работу инструктора в Висконсине. В то же время ему была присвоена степень магистра. После завершения учебного года в Висконсине, который оказался интересным и полезным, он получил приглашение на следующий год, в течение которого планировал завершить работу над докторской диссертацией.
Вместе с тем он хотел продолжить сотрудничество с компанией BF Goodrich, для которой летом он исследовал большие котлы на одном из её заводов. Эта компания предложила ему постоянное место работы в научно-исследовательской лаборатории с перспективой выполнения интересных исследований. Поэтому он решил отложить свою научную работу и, уволившись из университета Висконсина, согласился на это предложение. Один из проектов, над которым он работал в лаборатории, заключался в создании более совершенных противогазов.
Когда разразилась Первая мировая война, он пытался попасть в артиллерию или авиацию, однако был призван в армию как лейтенант в химические войска.

## Профессиональная и научная деятельность
После окончания войны он начал свою профессиональную деятельность в отрасли металлургии в Кливленде на заводе по изготовлению провода для электрических ламп накаливания компании General Electric. Там он занимался исследовательской работой под руководством Зея Джеффриса, в частности исследовал механизм и кинетику выгорания ниток вольфрамовой проволоки. Для этого он использовал высокоскоростную фоторегистрацию (700 кадров за секунду). Защита отчёта по этому исследованию стала основанием для присвоения Бейну Университетом штата Огайо в 1919 звания доктора философии (D. phd.). Поскольку Джефриса интересовало явление роста зерен в металлах, особенно в быстрорежущих сталях, из которых изготавливали волоки для волочения вольфрамового провода, он предложил Бейну исследовать его.
В 1920 Джеффрис заинтересовался рентгеновскими дифракционными исследованиями, которые проводил Альберт Халл (англ. Albert Hull) в научно-исследовательской лаборатории General Electric в Скенектади. Бейн посетил лабораторию, чтобы изучить возможности применения рентгеноструктурного анализа для решения металловедческих проблем. После этого посещения, поняв перспективность этого метода исследования, Бейн спроектировал и изготовил на базе аппаратуры Халла рентгеновский дифрактометр и начал серию пионерских исследований кристаллической структуры твердых растворов. В своих первых опубликованных (1921) статьях,, предоставил экспериментальные доказательства расположения атомов растворенного элемента в кристаллической решётке элемента-растворителя. Он первым открыл превращение упорядочение ↔ антиупорядочения, в результате которого образуются упорядоченные твердые растворы замещения (сверхструктуры, сверхрешетки), в которых атомы растворенного элемента упорядоченно располагаются в решётке растворителя. Результаты исследований сплавов нескольких бинарных систем он подытожил в статье «Природа твердых растворов».
Вследствие роста интереса Бейна к сталям в начале 1923 года он перешёл на работу в Atlas Steel Corporation в Данкирке (округ Шатокуа) в отдел Главного металлурга, который возглавлял его товарищ Маркус Гроссманн. Вместе с Гроссманом он исследовал природу инструментальных быстрорежущих сталей: влияние легирования, режимов термической обработки, в частности закаливания в нефтяных маслах. Результаты этих исследований они периодически публиковали в научных журналах, а их итогом стало издание в 1931 г. монографии "Быстрорежущая сталь".
В 1923 году Atlas Steel Corporation столкнулась с финансовыми трудностями и Бейн обратился к доктору Беккету, президента исследовательской лаборатории Union Carbide and Carbon (Union Carbide) на Лонг-Айленде с просьбой о трудоустройстве. В июле 1924 года он был зачислен в штат лаборатории, где начал систематические и комплексные исследования железо-хромовых сплавов, недостатком которых является высокая чувствительность к примесям. Он установил, что максимальная растворимость хрома в γ-железе достигает 13 % и увеличение содержания углерода расширяет температурный интервал существования стабильного аустенита,. 1927 вместе с В. Гриффитсом он публикует большую статью «Введение в железохромоникелевые сплавы».
Во время работы в компании Union Carbide and Carbon Бейн получает признание, как один из ведущих металлургов США. Поэтому в 1928 году др. Джон Джонстон предлагает ему возглавить отдел физической металлургии в исследовательской лаборатории United States Steel Corporation. Бейн соглашается и сразу приступает к отбору небольшой группы компетентных работников. Он продолжает исследования железохромоникелевых сплавов, особенно сталей типа 18-8 (~ 18 % Cr, ~ 8 % Ni), которые имели широкое применение в промышленности. Весомый вклад в понимание природы этих сталей был сделан публикацией статьи «Природа никелехромовых нержавеющих сталей». Существенный недостаток этих сталей — межзёрную (интеркристаллическую) коррозию — Бейн с коллегой впервые предложили преодолеть микролегированием стали титаном. Поэтому современные нержавеющие хромоникелевые стали микролегируют титаном, чтобы сделать их нечувствительными к межзёрной коррозии.
Бейн также исследовал структуру аустенита, его превращение в мартенсит, форму и периоды элементарной ячейки мартенсита.
Он предложил механизм мартенситного превращения в стали, который объяснял мгновенную деформационную перестройку гранецентрированной кубической кристаллической решётки аустенита в объемноцентрированную тетрагональную решётку мартенситу во время закалки стали (позднее его назвали деформацией Бейна); показал, что количество остаточного аустенита в закалённой стали увеличивается с уменьшением скорости охлаждения во время закалки.
В этот период он пришёл к пониманию важности в процессах термической обработки сталей времени и температуры изотермической выдержки переохлаждённого ниже критической температуры А1 аустенита. На основе проведённых с Е. С. Давенпортом исследований была опубликована работа, в которой ход превращения аустенита впервые описывался по диаграмме ТТТ (temperatura-time-transformation). Эта классическая работа сразу прояснила кинетику превращения, упростила идентификацию продуктов превращения (перлит, сорбит, троостит). Важным результатом этих исследований было также открытие ещё одной структуры — промежуточного продукта превращения аустенита, — которую коллеги Бейна в 1934 году назвали в его честь бейнитом.

## Административная работа
В январе 1935 года Э. Бейн был назначен помощником вице-президента по исследованиям и технологиям Р. Циммермана, в связи с чем покинул лабораторию и перешёл в главный офис корпорации в Нью-Йорк. Этим завершился почти 8-летний этап его исследовательской работы, в течение которого он выполнил ряд объёмных исследований и сделал несколько открытий. На новой должности он выполнял различные административные поручения: от планирования ассигнований на оборудование и оборудование до консультаций патентного отдела корпорации; от обзора научно-технических публикаций к организации рекламы корпорации.
В конце 1937 года корпорация U. S. Steel создала новую компанию с офисом в Питтсбурге, задачей которой была координация производственных функций между дочерними компаниями корпорации. Др. Цимерман со своим подразделением вошёл в состав новообразованной компании. Э. Бейн в мае 1938 года переехал в Питсбург. Кроме выполнения предыдущих обязанностей, теперь он должен был координировать научно-исследовательскую деятельность всех подразделений корпорации.
С усилением угрозы войны Э. Бейн все больше времени проводил на конференциях с правительственными специалистами в области технологий и военной техники. В 1941 году по просьбе Председателя Национального комитета оборонных исследований (National Defense Research Committee) Джеймса Б. Конанта Бейн возглавил группу, задачей которой была выработка рекомендаций относительно исследовательских программ для улучшения свойств материалов, главным образом сталей, для военной техники (по странному стечению майор Конат был его начальником ещё в времени Первой мировой войны во время службы в химических войсках). В связи с этой должностью он стал членом Национального исследовательского совета Военного комитета по металлургии, председателем которого был его бывший коллега Зей Джеффрис. Он был также зачислен в научно-консультативную группу штаба Начальника боеприпасов Армии США.
В дополнение к этим обязанностям в Вашингтоне Циммерман поручил ему отслеживать проблемы в производстве стали. Одной из них был поиск путей для уменьшения дефицита легирующих элементов, замены дефицитных марок сталей более дешёвыми. Другой проблемой было разрушение сварных корпусов грузовых судов. Для её решения Бейн создал исследовательскую лабораторию сварки сталей.
В марте 1943 года Бейн был назначен вице-президентом по исследованиям и технологиям крупнейшего дочернего предприятия корпорации Carnegie-Illinois Steel (штат Пенсильвания). На этой должности у него были две основные задачи: координация и совершенствование исследовательских программ нескольких лабораторий компании и создание средств мониторинга и повышения качества продукции. С ними он успешно справлялся, продолжая активную деятельность на национальном уровне. Он стал одним из активных учредителей в 1946 году Генерального исследовательского комитета Американского института чугуна и стали (American Iron and Steel Institute), его первым председателем вплоть до момента ухода из корпорации. В 1954 г. был избран членом Национальной Академии наук.
В 1950 году, когда его компания слилась с U. S. Steel Corporation, Бейн стал вице-президентом по исследованиям и технологиям объединённой корпорации. Работа по консолидации исследовательской деятельности всех лабораторий корпорации завершилась строительством крупного исследовательского центра в Монровилле (штат Пенсильвания) в мае 1956 года.
В 1957 года Э. Бейн ушёл из корпорации в отставку, оставаясь ещё некоторое время её консультантом.

## Семья
В 1927 года Эдгар Бейн женился на Хелене Луизой Грамм из Кливленда. Они воспитали дочь Элис Энн и сына Давида.

## Последние годы
После отставки Э. Бейн продолжал писать научные статьи, давал консультации.
В феврале 1959 года он перенес инсульт, после которого остался частично парализованным. И несмотря на инвалидность, он продолжал работать и писать статьи, книги, воспоминания. В частности, вместе с Пекстоном он подготовил к изданию монографию «Легирующие элементы в стали», на основе своей коллекции опубликовал интересную и поучительную статью о японских мечах, на просьбу Американского общества металлов начал писать воспоминания о великом периоде развития легированных сталей, в котором он сыграл главную роль. О его месте в истории развития металлургии свидетельствуют многочисленные знаки отличия и награды, некоторые из которых он получал первым в истории.
Эдгар Коллинз Бейн умер дома в Эджворте (Edgeworth) после продолжительной болезни 27 ноября 1971 года.